# Reinhold Pommer
Reinhold Viktor Pommer (6 gennaio 1935 – Haßfurt, 26 marzo 2014) è stato un ciclista su strada tedesco.

## Palmarès

### Olimpiadi
- 1 medaglia:
  - 1 bronzo (Melbourne 1956 nella corsa a squadre[1])